# Magnitud absoluta
En astronomía, magnitud absoluta ('M') es la magnitud aparente, 'm', que tendría un objeto si estuviera a una distancia de 10 pársecs (alrededor de 32,616 años luz, o 3 × 1014 km) en un espacio completamente vacío sin absorción interestelar. La ventaja de la magnitud absoluta es que tiene una relación directa con las luminosidades de los astros, siendo la misma relación para cada uno de ellos, pudiendo así, al comparar las magnitudes absolutas entre dos o más astros, también comparar las luminosidades entre ellos —ya que la distancia no influye de ninguna forma.
Magnitud absoluta de un cometa o asteroide es el brillo que tendría el astro en cuestión si estuviera situado a 1 ua tanto del Sol como de la Tierra y su ángulo de fase fuese 0°, es decir completamente iluminado por el Sol.
Cuanto más luminoso es un objeto, menor es el valor numérico de su magnitud absoluta. Una diferencia de 5 magnitudes entre las magnitudes absolutas de dos objetos corresponde a una relación de 100 en sus luminosidades, y una diferencia de n magnitudes en magnitud absoluta corresponde a una relación de luminosidad de 100n/5. Por ejemplo, una estrella de magnitud absoluta MV = 3.0 sería 100 veces más luminosa que una estrella de magnitud absoluta MV = 8.0 medida en la banda del filtro V. El Sol tiene magnitud absoluta MV = +4.83. Los objetos muy luminosos pueden tener magnitudes absolutas negativas: por ejemplo, la galaxia Vía Láctea tiene una magnitud B del sistema fotométrico UBV absoluto de aproximadamente −20,8.
La magnitud bolométrica absoluta de un objeto (Mbol) representa su luminosidad total sobre todas las longitudes de onda, en lugar de en una sola banda de filtro, como se expresa en una escala de magnitud logarítmica. Para convertir una magnitud absoluta en una banda de filtro específica a una magnitud bolométrica absoluta, se aplica una corrección bolométrica (BC).
Para los cuerpos del Sistema Solar que brillan con luz reflejada, se usa una definición diferente de magnitud absoluta (H), basada en una distancia de referencia estándar de una unidad astronómica.

## Estrellas y galaxias
En astronomía estelar y galáctica, la distancia estándar es de 10 pársecs (unos 32,616 años luz, 308,57 petámetros o 308,57 trillones de kilómetros). Una estrella a 10 pársecs tiene un paralaje de 0,1″ (100 miliarcosegundos). Las galaxias (y otras objetos extendidos) son mucho más grandes que 10 pársecs, su luz se irradia sobre una porción extendida del cielo y su brillo general no puede observarse directamente desde distancias relativamente cortas, pero se utiliza la misma convención. La magnitud de una galaxia se define midiendo toda la luz que irradia el objeto completo, tratando ese brillo integrado como el brillo de una única fuente puntual o estelar, y calculando la magnitud de esa fuente puntual tal y como aparecería si se observara a la distancia estándar de 10 pársecs. En consecuencia, la magnitud absoluta de cualquier objeto "es igual" a la magnitud aparente que "tendría" si estuviera a 10 parsecs de distancia.
Algunas estrellas visibles a simple vista tienen una magnitud absoluta tan baja que parecerían lo suficientemente brillantes como para eclipsar a los planetas y proyectar sombras si estuvieran a 10 parsecs de la Tierra. Algunos ejemplos son Rigel (-7,0), Deneb (-7,2), Naos (-6,0) y Betelgeuse (-5,6). A modo de comparación, Sirio tiene una magnitud absoluta de sólo 1,4, que sigue siendo más brillante que el Sol, cuya magnitud visual absoluta es de 4,83. La magnitud absoluta bolométrica del Sol se fija arbitrariamente, normalmente en 4,75.
Las magnitudes absolutas de las estrellas suelen oscilar entre -10 y +20 aproximadamente. Las magnitudes absolutas de las galaxias pueden ser mucho más bajas (más brillantes). Por ejemplo, la  galaxia elíptica gigante M87 tiene una magnitud absoluta de -22 (es decir, tan brillante como unas 60 000 estrellas de magnitud -10). Algunos núcleos galácticos activos (cuásares como CTA-102) pueden alcanzar magnitudes absolutas superiores a -32, lo que los convierte en los objetos persistentes más luminosos del universo observable, aunque estos objetos pueden variar de brillo en escalas de tiempo astronómicamente cortas. En el extremo, el resplandor óptico de la explosión de rayos gamma GRB 080319B alcanzó, según un artículo, una magnitud r absoluta superior a -38 durante unas decenas de segundos.

### Magnitud aparente

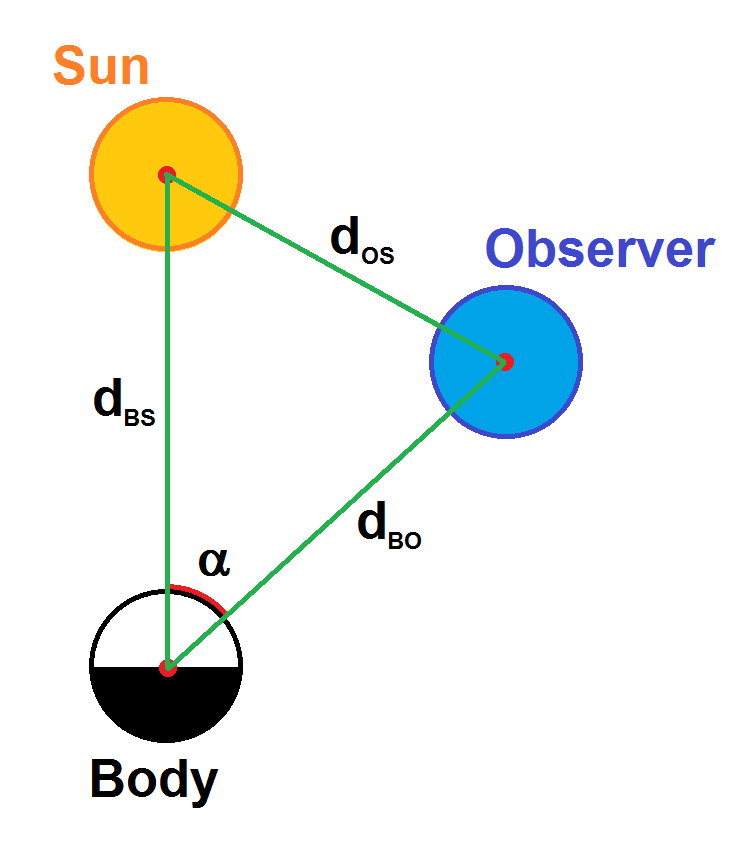
El ángulo de fase puede calcularse a partir de las distancias cuerpo-sol, observador-sol y observador-cuerpo, utilizando la ley de los cosenos

El astrónomo griego  Hiparco estableció una escala numérica para describir el brillo de cada estrella que aparecía en el cielo. A las estrellas más brillantes del cielo se les asignó una magnitud aparente m = 1, y a las estrellas más tenues visibles a simple vista se les asigna m = 6. La diferencia entre ellas corresponde a un factor de 100 en brillo. Para los objetos situados en la vecindad inmediata del Sol, la magnitud absoluta M y la magnitud aparente m desde cualquier distancia d (en parsec, con 1 pc = 3,2616 años luz) están relacionadas por
{\displaystyle 100^{\frac {m-M}{5}}={\frac {F_{10}}{F}}=\left({\frac {d}{10\;\mathrm {pc} }}\right)^{2},}
donde F es el flujo radiante medido a la distancia d (en pársecs). (en pársecs), F10 el flujo radiante medido a la distancia 10 pc. Utilizando el logaritmo común, la ecuación puede escribirse como
{\displaystyle M=m-5\log _{10}(d_{\text{pc}})+5=m-5\left(\log _{10}d_{\text{pc}}-1\right),}
donde se supone que la extinción por gas y polvo es despreciable. Las tasas de extinción típicas dentro de la Vía Láctea galaxia son de 1 a 2 magnitudes por kiloparsec, cuando se tienen en cuenta las nubes oscuras.
Para objetos a distancias muy grandes (fuera de la Vía Láctea) la distancia de luminosidad dL (distancia definida usando medidas de luminosidad) debe usarse en lugar de d, porque la aproximación euclidiano no es válida para objetos distantes. En su lugar, debe tenerse en cuenta la relatividad general. Además, la Ley de Hubble-Lemaître complica la relación entre la magnitud absoluta y la aparente, porque la radiación observada se desplazó hacia el rango rojo del espectro. Para comparar las magnitudes de objetos muy lejanos con las de objetos locales, es posible que haya que aplicar una corrección K a las magnitudes de los objetos lejanos.
La magnitud absoluta M también puede escribirse en términos de la magnitud aparente m y paralaje estelar p:
{\displaystyle M=m+5\left(\log _{10}p+1\right),}
o utilizando la magnitud aparente m y el módulo de distancia μ:
{\displaystyle M=m-\mu .}

#### Ejemplos
Rigel tiene una magnitud visual mV de 0,12 y una distancia de unos 860 años-luz:
{\displaystyle M_{\mathrm {V} }=0.12-5\left(\log _{10}{\frac {860}{3.2616}}-1\right)=-7.0.}
 Vega tiene un paralaje p de 0,129″, y una magnitud aparente mV de 0,03:
{\displaystyle M_{\mathrm {V} }=0.03+5\left(\log _{10}{0.129}+1\right)=+0.6.}
La Galaxia del Ojo negro tiene una magnitud visual mV de 9,36 y un módulo de distancia μ de 31,06:
{\displaystyle M_{\mathrm {V} }=9.36-31.06=-21.7.}

## Definición
Para definir la magnitud absoluta es necesario especificar el tipo de radiación electromagnética que está siendo medida. La magnitud absoluta se deduce generalmente de la magnitud visual medida con un filtro V, expresándose como Mv. Si está definida para otras longitudes de onda, llevará diferentes subíndices, y si se considera la radiación en todas las longitudes de onda, recibe el nombre de magnitud absoluta bolométrica (Mbol).
La magnitud absoluta se puede hallar, si se conoce la magnitud aparente ({\displaystyle m}) y la distancia ({\displaystyle d}) en parsec por medio de:
M = m + 5 – 5 × log d   [1]
Si se conoce la paralaje (π), en segundos de arco, tenemos entonces:
M = m + 5 + 5 × log π   [2]
Por ejemplo, para Vega (α Lyr) es m = +0,03 y π = 0,129”; teniendo entonces:
M = 0,03 + 5 + (5 × (–0,88941)) = 0,58
único en su clase, es el Sol; su magnitud visual es m = –26,75, pero la paralaje solar es la que corresponde a la unidad astronómica de distancia, la cual está contenida 206264,806248 veces en el parsec (1UA=1/206264,806248 pc), así pues pondremos este número de segundos, o sea, π = 206264,806248”, con lo cual
M = –26,75 + 5 + 5 × log 206264,806248 = –21,75 + 5 × 5,31443 = –21,75 + 26,57 = + 4,82
o bien:
M = –26,75 + 5 - 5 × log (1/206264,806248) = + 4,82

## Magnitud bolométrica
La magnitud bolométrica Mbol, tiene en cuenta la radiación electromagnética en todas las longitudes de onda. Incluye aquellos no observados debido a la banda de paso instrumental, la absorción atmosférica de la Tierra y la extinción por el polvo interestelar. Se define en función de la luminosidad de las estrellas. En el caso de las estrellas con pocas observaciones, se debe calcular asumiendo una temperatura efectiva.
Clásicamente, la diferencia en la magnitud bolométrica está relacionada con la relación de luminosidad según:
{\displaystyle M_{\mathrm {bol,\star } }-M_{\mathrm {bol,\odot } }=-2,5\log _{10}\left({\frac {L_{\star }}{L_{\odot }}}\right)}
Que hace por inversión:
{\displaystyle {\frac {L_{\star }}{L_{\odot }}}=10^{0,4\left(M_{\mathrm {bol,\odot } }-M_{\mathrm {bol,\star } }\right)}}
dondeː
L⊙ es la luminosidad del Sol (luminosidad bolométrica)
L★ es la luminosidad de la estrella (luminosidad bolométrica)
Mbol,⊙ es la magnitud bolométrica del Sol
Mbol,★ es la magnitud bolométrica de la estrella.

En agosto de 2015, la Unión Astronómica Internacional aprobó la Resolución B2 que define los puntos cero de las escalas absolutas y aparentes de magnitud bolométrica en unidades SI para potencia (vatios) e irradiancia (W/m²), respectivamente. Aunque las magnitudes bolométricas habían sido utilizadas por los astrónomos durante muchas décadas, había diferencias sistemáticas en las escalas de magnitud absoluta-luminosidad presentadas en varias referencias astronómicas, y ninguna normalización internacional. Esto condujo a diferencias sistemáticas en las escalas de correcciones bolométricas, que cuando se combinan con magnitudes bolométricas absolutas asumidas incorrectamente para el Sol podrían conducir a errores sistemáticos en luminosidades estelares estimadas (y las propiedades estelares calculadas que dependen de la luminosidad estelar, tales como radios, edades y así en).
La resolución B2 define una escala absoluta de magnitud bolométrica en la que Mbol = 0 corresponde a la luminosidad L0 = 3,0128 × 1028 W con la luminosidad de punto cero L0 ajustada de manera que el Sol (con luminosidad nominal 3,828 × 1026 W) corresponde a la magnitud bolométrica absoluta Mbol,⊙ = 4,74. Colocando una fuente de radiación (por ejemplo estrella) a la distancia estándar de 10 parsecs, se deduce que el punto cero de la escala de magnitud bolométrica aparente Mbol = 0 corresponde a la irradiación f0 = 2,518021002 × 10-8 W/m². Utilizando la escala UAI 2015, la irradiancia solar total nominal ("constante solar") medida en 1 unidad astronómica (1361 W/m2) corresponde a una magnitud bolométrica aparente del mbol,⊙ = −26,832 .
Siguiendo la Resolución B2, la relación entre la magnitud bolométrica absoluta de una estrella y su luminosidad ya no está directamente ligada a la luminosidad (variable) del Sol:
{\displaystyle M_{\mathrm {bol} }=-2,5\log _{10}{\frac {L_{\star }}{L_{0}}}=-2,5\log _{10}L_{\star }+71,197425...}
dondeː
L★ es la luminosidad de la estrella (luminosidad bolométrica) en vatios
L0 es la luminosidad de punto cero 3,0128 × 1028 W
Mbol es la magnitud bolométrica de la estrella
La nueva escala de magnitud absoluta de la UAI desconecta permanentemente la escala de la variable Sol. Sin embargo, en esta escala de potencia SI, la luminosidad solar nominal corresponde estrechamente a Mbol = 4,74, un valor que fue adoptado comúnmente por los astrónomos antes de la resolución de la UAI de 2015.
La luminosidad de la estrella en vatios puede calcularse en función de su magnitud bolométrica absoluta Mbol como:
{\displaystyle L_{\star }=L_{0}10^{-0,4M_{\mathrm {Bol} }}}
utilizando las variables definidas anteriormente.

## Cuerpos del Sistema Solar (H)
| H    | Diámetro |
| ---- | -------- |
| 10   | 36 km    |
| 12.7 | 10 km    |
| 15   | 3.6 km   |
| 17.7 | 1 km     |
| 19.2 | 510 m    |
| 20   | 360 m    |
| 22   | 140 m    |
| 22.7 | 100 m    |
| 24.2 | 51 m     |
| 25   | 36 m     |
| 26.6 | 17 m     |
| 27.7 | 10 m     |
| 30   | 3.6 m    |
| 32.7 | 1 m      |

Para planetass y asteroides, se utiliza una definición de magnitud absoluta que es más significativa para objetos no estelares. La magnitud absoluta, comúnmente llamada {\displaystyle H}, se define como la magnitud aparente que tendría el objeto si estuviera a una unidad astronómica (UA) tanto del Sol como del observador, y en condiciones de oposición solar ideal (una disposición que es imposible en la práctica). Dado que los cuerpos del Sistema Solar están iluminados por el Sol, su brillo varía en función de las condiciones de iluminación, descritas por el ángulo de fase. Esta relación se denomina curva de fase. La magnitud absoluta es el brillo en el ángulo de fase cero, una disposición conocida como oposición, desde una distancia de una UA.

### Magnitud aparente
La magnitud absoluta {\displaystyle H} puede utilizarse para calcular la magnitud aparente {\displaystyle m} de un cuerpo. Para un objeto reflejante luz solar, {\displaystyle H} y {\displaystyle m} están conectados por la relación:
{\displaystyle m=H+5\log _{10}{\left({\frac {d_{BS}d_{BO}}{d_{0}^{2}}}\right)}-2.5\log _{10}{q(\alpha )},}
donde {\displaystyle \alpha } es el ángulo de fase, el ángulo entre las líneas cuerpo-Sol y cuerpo-observador. {\displaystyle q(\alpha )} es el integral de fase (la integración de luz reflejada; un número en el rango de 0 a 1).

Por la ley de los cosenos, tenemos:
{\displaystyle \cos {\alpha }={\frac {d_{\mathrm {BO} }^{2}+d_{\mathrm {BS} }^{2}-d_{\mathrm {OS} }^{2}}{2d_{\mathrm {BO} }d_{\mathrm {BS} }}}.}
Distancias:
- dBO es la distancia entre el cuerpo y el observador
- dBS es la distancia entre el cuerpo y el Sol
- dOS es la distancia entre el observador y el Sol
- d0, un factor de conversión de unidades, es la constante 1 AU, la distancia media entre la Tierra y el Sol